# Michael Mind Project
Michael Mind Project, anciennement Michael Mind, est un duo composé des DJs allemands Jens Kindervater et Frank Sanders. Le groupe s'est fait connaître en France pour sa reprise en 2008 de Show Me Love de Robin S.

## Historique
Le duo Michael Mind se forme en 2007 et commence par s'illustrer avec des reprises de tubes. Leur premier titre est une reprise de Blinded By the Light de Manfred Mann's Earth Band, qui se classe dans les charts allemands, autrichiens et finlandais. Leur reprise de Show Me Love de Robin S. contribue à les faire connaitre en France, en se classant à la 17ème place des ventes. Leur premier album, My Mind, sort en octobre 2008.
Le duo se renomme Michael Mind Project en 2009 pour mieux faire comprendre que leur nom désigne un groupe et non un artiste solo. Ils sortent le 4 janvier 2013 un deuxième album nommé State of Mind.
Le groupe se fait discret depuis 2014, n'ayant plus sorti de singles depuis.

## Discographie

### Albums
| Année | Album         | Meilleure position | Meilleure position |
| Année | Album         | ALL                | AUT                |
| ----- | ------------- | ------------------ | ------------------ |
| 2008  | My Mind       | —                  | —                  |
| 2013  | State of Mind | 53                 | 43                 |

### Singles

#### Sous Michael Mind
| Année                                                                           | Single                                                     | Meilleure position | Meilleure position | Meilleure position | Meilleure position | Meilleure position | Album   |
| Année                                                                           | Single                                                     | ALL                | AUT                | FIN                | FRA                | SUI                | Album   |
| ------------------------------------------------------------------------------- | ---------------------------------------------------------- | ------------------ | ------------------ | ------------------ | ------------------ | ------------------ | ------- |
| 2007                                                                            | Blinded By the Light (featuring Manfred Mann's Earth Band) | 12                 | 51                 | 6                  | —                  | —                  | My Mind |
| 2007                                                                            | Ride Like the Wind                                         | 65                 | —                  | —                  | —                  | —                  | My Mind |
| 2008                                                                            | Two, Three, Four                                           | —                  | —                  | —                  | —                  | —                  | My Mind |
| 2008                                                                            | Show Me Love                                               | 38                 | 53                 | —                  | 17                 | 58                 | My Mind |
| 2009                                                                            | Baker Street                                               | 76                 | 69                 | —                  | —                  | —                  | My Mind |
| 2009                                                                            | Love's Gonna Get You                                       | 65                 | 59                 | —                  | —                  | —                  |         |
| 2009                                                                            | Gotta Let You Go                                           | 58                 | —                  | —                  | —                  | —                  |         |
| "—" signifie que le single ne s'est pas classé ou n'est pas sorti dans le pays. |                                                            |                    |                    |                    |                    |                    |         |

#### Sous Michael Mind Project
| Année                                                                           | Single                                             | Meilleure position | Meilleure position | Meilleure position | Meilleure position | Album         |
| Année                                                                           | Single                                             | ALL                | AUT                | FRA                | SUI                | Album         |
| ------------------------------------------------------------------------------- | -------------------------------------------------- | ------------------ | ------------------ | ------------------ | ------------------ | ------------- |
| 2009                                                                            | How Does It Feel                                   | 67                 | 71                 | —                  | —                  |               |
| 2010                                                                            | Feel Your Body                                     | 67                 | —                  | —                  | —                  |               |
| 2010                                                                            | Delirious (featuring Mandy Ventrice & Carlprit)    | —                  | —                  | —                  | —                  | State of Mind |
| 2011                                                                            | Hook Her Up                                        | —                  | —                  | —                  | —                  | State of Mind |
| 2011                                                                            | Ready or Not (featuring Sean Kingston)             | 55                 | —                  | —                  | —                  | State of Mind |
| 2011                                                                            | Rio De Janeiro (featuring Bobby Anthony & Rozette) | 56                 | —                  | 98                 | —                  | State of Mind |
| 2012                                                                            | Feeling So Blue (featuring Dante Thomas)           | 38                 | 20                 | 128                | 40                 | State of Mind |
| 2012                                                                            | Nothing Lasts Forever (featuring Dante Thomas)     | 40                 | 34                 | —                  | 26                 | State of Mind |
| 2012                                                                            | Antiheroes                                         | 78                 | 64                 | —                  | —                  | State of Mind |
| 2013                                                                            | Give Me Love (featuring Birk Storm)                | —                  | —                  | —                  | —                  | State of Mind |
| 2013                                                                            | Unbreakable (featuring Anais Aida)                 | —                  | —                  | —                  | —                  | State of Mind |
| 2013                                                                            | Razorblade (featuring Lisa Aberer)                 | —                  | —                  | —                  | —                  | State of Mind |
| 2013                                                                            | One More Round (featuring TomE & Raghav)           | 80                 | 53                 | —                  | 40                 |               |
| 2014                                                                            | Superbass (The Russ Anthem 2014)                   | —                  | —                  | —                  | —                  |               |
| 2014                                                                            | Ignite                                             | —                  | —                  | —                  | —                  |               |
| 2014                                                                            | Show Me Love                                       | —                  | —                  | —                  | —                  |               |
| "—" signifie que le single ne s'est pas classé ou n'est pas sorti dans le pays. |                                                    |                    |                    |                    |                    |               |

### Remixes

#### Sous Michael Mind
2007
- The Ian Carey Project - Love Won't Wait (Michael Mind Remix)
- Coin - Still Remember (Michael Mind Remix)
- Kindervater feat. Nadja - Forever (Michael Mind Remix)
- Ian Carey feat. Michelle Shellers - Keep On Rising (Michael Mind Remix)
- Mario Lopez - You Came (Michael Mind Remix)
- Dr. Kucho! - Lies To Yourself (Michael Mind Remix)
- Bronko - Don't Go (Michael Mind Remix)
- Ultra Flirt - I Was Made for Lovin' You (Michael Mind Remix)

2008
- M@D - The Concert Medley Seven Nation Army (Michael Mind Big Room House Mix)
- Glamrock Brothers - That Sound (Michael Mind Dub Mix)
- John Silver feat. D'Argento - Ecstasy (Michael Mind Remix / Dub)
- The Real Booty Babes - Played-A-Live (Sunloverz vs. Michael Mind Remix)
- De-Grees vs. The Real Booty Babes - Apologize (Sunloverz vs. Michael Mind Remix)
- Stereoboys - I Won't Hold You Back (Sunloverz vs. Michael Mind Big Room Remix)
- Picco - Yeke Yeke (Michael Mind Remix)
- Rosenstolz - Wie Weit Ist Vorbei (Michael Mind Remix)
- Shaun Baker - V.I.P. 2008 (Michael Mind Remix)
- Jansen feat. Percy Duke - Staring At The Sun (Michael Mind Remix)
- Jens O. - All the Things She Said (Michael Mind Remix)
- Alexander Marcus - 1, 2, 3 (Michael Mind Remix)
- Alexander Marcus feat. B-Tight - Sei Kein Frosch (Michael Mind Karneval Remix)
- Marc Lime & K Bastian - Bizarre (Michael Mind Remix)
- Darius & Finlay feat. Nicco - Do It All Night (Michael Mind Remix)

2009
- G&G - Personal Jesus (Michael Mind Remix)
- Glamrock Brothers - Ma Baker (Michael Mind Remix)
- De-Grees - Just Dance (Michael Mind Remix)
- Rockstroh - Licht (Michael Mind Remix)
- Cinema Bizarre & Space Cowboy - I Came 2 Party (Michael Mind Remix)
- Shaun Baker feat. Maloy - Hey Hi Hello (Michael Mind Remix)
- Shaun Baker feat. Maloy - Give! (Michael Mind Remix)
- 2-4 Grooves feat. Reki D. - Relax (Michael Mind Remix)
- Darius & Finlay feat. Nicco - Destination (Michael Mind Remix)
- Oceanpark - Love Is (Michael Mind Remix)
- Michael Mind - Gotta Let You Go (Michael Mind's In Love Remix)
- Basshunter - Every Morning (Michael Mind Remix)
- Erik Hassle - Hurtful (Michael Mind Remix)
- Bastian Bates feat. Nicco - Can't Slow Down (Michael Mind Remix)
- Cary August - Need You Tonight (Michael Mind Remix)
- Edward Maya & Vika Jigulina - Stereo Love (Michael Mind Remix)

2011
- Frida Gold - Wovon Sollen Wir Träumen (Michael Mind Remix)

2012
- Gold 1 feat. Bruno Mars & Jaeson Ma - This Is My Love (Michael Mind Remix)

#### Sous Michael Mind Project
2010
- Rockstroh - Tanzen (Michael Mind Project Remix)
- Guenta K - Pussy Killer (Michael Mind Project Remix)
- Kindervater feat. Mandy Ventrice - Lovephobia (Michael Mind Project Remix)
- Sunloverz feat. Jamie Sparks - I Wanna Fly (Michael Mind Project Remix)
- Die Atzen (Frauenarzt & Manny Marc) - Atzin (Michael Mind Project Remix)
- Ace of Base - All For You (Michael Mind Project Remix)
- Chris Kaeser & Max'C feat. Anita Kelsey & Fast Eddie - What We Gonna Do (Michael Mind Project Remix)
- Sylver - Turn The Tide 2010 (Michael Mind Project Remix)

2011
- Ava Rocks - Still Rave About You (Michael Mind Project Remix)
- Van Snyder - Start Again (Michael Mind Project Remix)
- Alex Gaudino feat. Kelly Rowland - What a Feeling (Michael Mind Project Remix)
- Alexandra Stan feat. Carlprit - Mr. Saxobeat (Michael Mind Project Remix)
- Ducks On Dope - Hypnotizing (Michael Mind Project Remix)

2012
- Play & Win - Ya BB (Michael Mind Project Remix)
- Rea Garvey - Heart Of An Enemy (Michael Mind Project Remix)
- Jason Derulo - Breathing (Michael Mind Project Remix)
- Cascada - Summer of Love (Michael Mind Project Remix)
- Heidi Anne feat T-Pain & Lil Wayne & Rick Ross & Glasses Malone - When The Sun Comes Up (Michael Mind Project Remix)
- Die Atzen - Party (Ich Will Abgehn) (Michael Mind Project Remix)
- Kindervater - Spotlight (Michael Mind Project Remix)
- Durstlöscher - Druck Im Club (Michael Mind Project Remix)
- Buddy - Solang Der DJ Nicht Ins Bett Geht (Michael Mind Project Remix)
- Carlprit - Fiesta (Michael Mind Project Remix)
- Leuchtturm & Ella Endlich - Küss Mich, Halt Mich, Lieb Mich (Michael Mind Project Remix)
- Dante Thomas - Caught In The Middle (Michael Mind Project Remix)

2013
- Michael Mind - Hook Her Up (Michael Mind Project 2k13 Remix)
- Michael Mind - Show Me Love (Michael Mind Project 2k13 Remix)
- Michael Mind - Blinded By The Light (Michael Mind Project 2k13 Remix)
- Michael Mind - Gotta Let You Go (Michael Mind Project 2k13 Remix)
- Chumbawamba - Tubthumping (Michael Mind Project Remix)
- Jam & Spoon feat. Plavka vs. David May & Amfree - Right In The Night 2013 (Michael Mind Project Remix)
- Wax - Rosana (Michael Mind Project Remix)
- Carlprit - Here We Go (Allez Allez) (Michael Mind Project Remix)
- Norman Doray & Nervo feat. Cookie - Something To Believe In (Michael Mind Project Remix)
- Lolita Jolie - Moi Lolita (Michael Mind Project Remix)

2014
- Carlprit feat. Jaicko - Remember To Forget (Michael Mind Project Remix)
- Carlprit feat. CvB - Party Around The World (Michael Mind Project Remix)
- Tera & Play-N-Skillz feat. Amanda Wilson & Pitbull - Scared (Michael Mind Project Remix)